# Prawosławie

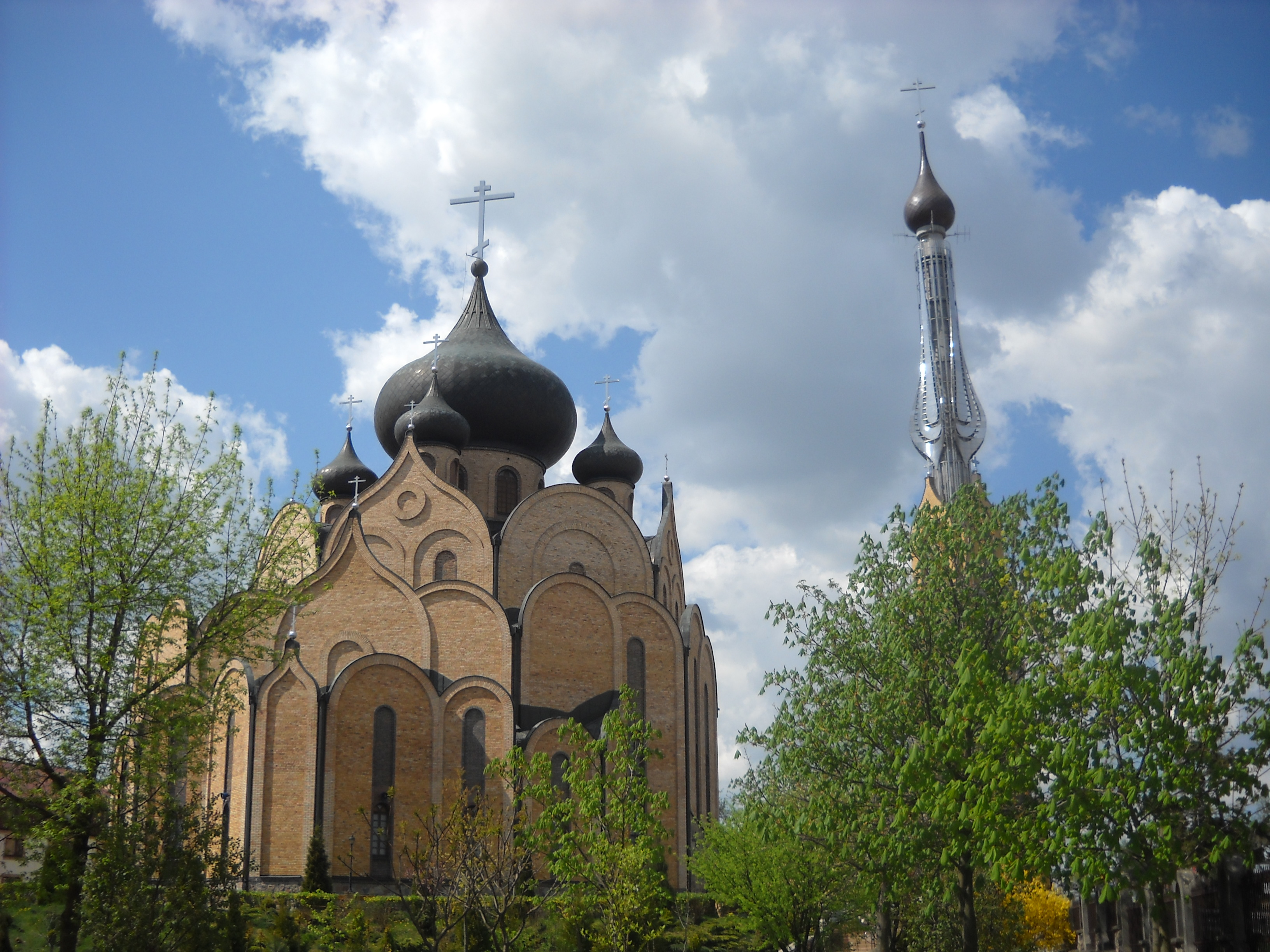
Cerkiew Świętego Ducha w Białymstoku

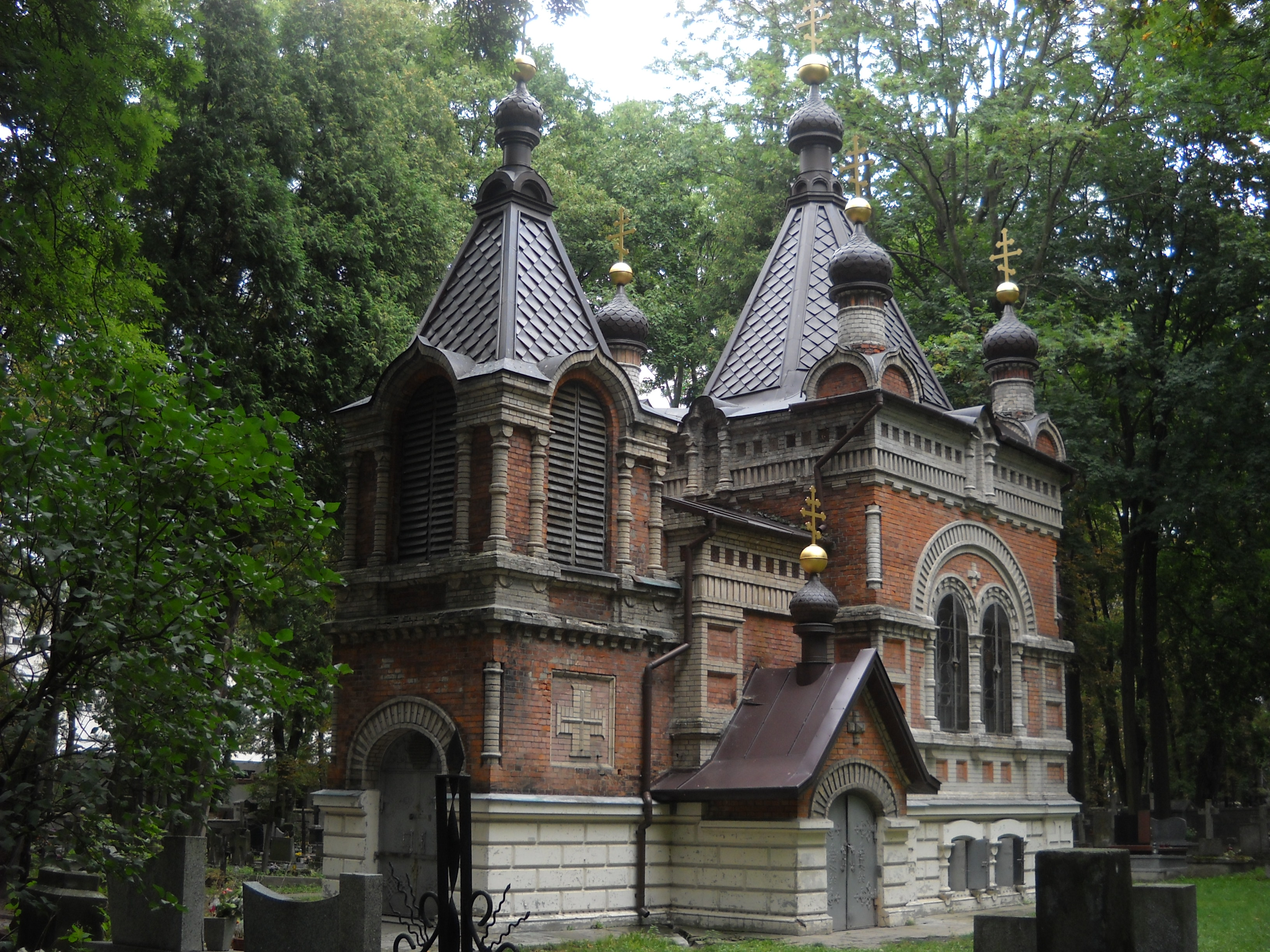
Cerkiew cmentarna w Lublinie

Prawosławie – jeden z głównych odłamów chrześcijaństwa, opierający swą doktrynę na Piśmie Świętym i Tradycji Kościoła Wschodniego (istnieją również wspólnoty prawosławne rytu zachodniego).
Termin oznacza również ogół zasad wiary i życia religijnego, do których odwołują się Cerkiew prawosławna i inne niezależne wspólnoty bizantyjskiej tradycji liturgicznej (np. staroobrzędowcy, starokalendarzowcy czy niekanoniczne Cerkwie Prawosławne). W ujęciu religioznawczym do prawosławia zalicza się często inne ortodoksyjne Kościoły wschodnie, jak Kościoły orientalne czy asyryjskie.

## Etymologia
Słowo „prawosławie” jest tłumaczeniem (kalką językową) greckiego słowa ορθοδοξία (orthodoxía) – prawidłowe wyznanie, prawidłowy pogląd.

## Historia prawosławia
Prawosławie ukształtowało się z pierwotnego chrześcijaństwa. Cezury jego podziału na prawosławie w formach starożytnej, średniowiecznej i nowożytnej stanowią daty: przełom II i III wieku – proces strukturyzacji wspólnoty chrześcijańskiej, 692 rok – zerwanie na synodzie trullańskim jedności kościołów wschodnich z rzymskim.

### Prawosławie starożytne
W II wieku chrześcijaństwo stanęło przed wyborem: izolacja (petryniści) albo otwarcie na nowe nurty (pauliniści). Do obrania drogi dalszego rozwoju przyczynili się apologeci aleksandryjscy – Pantenus z Sycylii, Klemens Aleksandryjski i Orygenes – którzy podjęli próby włączenia do religii chrześcijańskiej dotychczasowego dorobku kultury antycznej.
Z chrześcijańskim prymatem Rzymu nie zgadzało się wielu biskupów Wschodu. Na tym tle zarysował się konflikt pomiędzy Kościołami wschodnim i zachodnim, który z biegiem czasu doprowadził do schizmy.
Zasady doktryny, kultu i prawa prawosławnego kształtowały się na przestrzeni wieków od I do VIII podczas soborów powszechnych i synodów, z wyjątkiem nicejskiego I i konstantynopolitańskiego, i zaliczają się do nich:
- sobór efeski zwołany w 431 roku,
- sobór chalcedoński zwołany w 451 roku,
- synod w Orleanie w 533 roku, na którym ustalono, że kobiety nie mogą brać udziału w hierarchii kościelnej i nie mogą otrzymywać święceń kapłańskich,
- sobór konstantynopolitański II zwołany w 553 roku,
- sobór konstantynopolitański III zwołany w 680 roku,
- sobór nicejski II zwołany w 787 roku.

Kształtowaniu się prawosławia towarzyszyły herezje i rozłamy (schizmy). Ortodoksja cerkwi kształtowała się w polemice z licznymi ruchami religijnymi.

## Doktryna prawosławna
Nauczanie doktrynalne wiary i moralności jest jednym z trzech, obok życia i kultu, podstawowych wymiarów prawosławia. Wierność tzw. analogii wiary, czyli zasadniczemu zrębowi nauczania prawosławnego, realizowana jest przez biskupów. Oprócz tradycyjnego wyznania wiary doktryna prawosławna określana jest przez dokumenty Soborów powszechnych.

### Główne prawdy wiary
Głównymi prawdami wiary, których naucza prawosławie, są twierdzenia zawarte w Apostolskim symbolu wiary (tzw. Skład apostolski). Doktryna prawosławia opiera się na dekretach siedmiu pierwszych soborów powszechnych i przekazach Ojców Kościoła. Nie uznaje rozpowszechnionego w Kościele zachodnim po Wielkiej schizmie (1054 r.) jurysdykcyjnego rozumienia prymatu biskupa Rzymu, skłaniając się ku tradycji zakładającej pojęcie Kościoła jako wspólnoty, czyli komunii (gr. koinonia) równych sobie Kościołów lokalnych. Choć faktycznie funkcje prymatu przejął Patriarcha Konstantynopola, a potem, po upadku Bizancjum (1453 r.), aspiracje do bycia „Trzecim Rzymem” miała młoda stolica patriarsza Moskwa. Prawosławie nie przyjmuje dogmatu o „Filioque”, czyli pochodzenia Ducha Świętego zarówno od Ojca, jak i Syna (teologowie prawosławni tłumaczą, że Bóg Ojciec jest jedynym źródłem i Syna, i Ducha Świętego, wywodząc to od ponadczasowego pochodzenia Ducha Świętego, zob. J 15, 26: „Kiedy zaś przyjdzie Pocieszyciel, którego poślę wam od Ojca, Duch Prawdy, który od Ojca pochodzi, on będzie świadczył o mnie”. Dlatego Bazyli Wielki napisał „Bóg jest jeden, bo Ojciec jest jeden”); odrzuca też ideę odpustu, czyśćca, dogmat o Niepokalanym Poczęciu Najświętszej Maryi Panny, dogmat o Wniebowzięciu Matki Bożej, nauczanie o grzechu pierworodnym Augustyna z Hippony oraz celibat niższego duchowieństwa (diakonów i prezbiterów). Według teologów Kościoła prawosławnego, Maryja zakończyła swoje ziemskie bytowanie w sposób ludzki, dołączając do swojego Syna w Niebie przez Zaśnięcie (śmierć oraz wniebowzięcie Jej ciała).

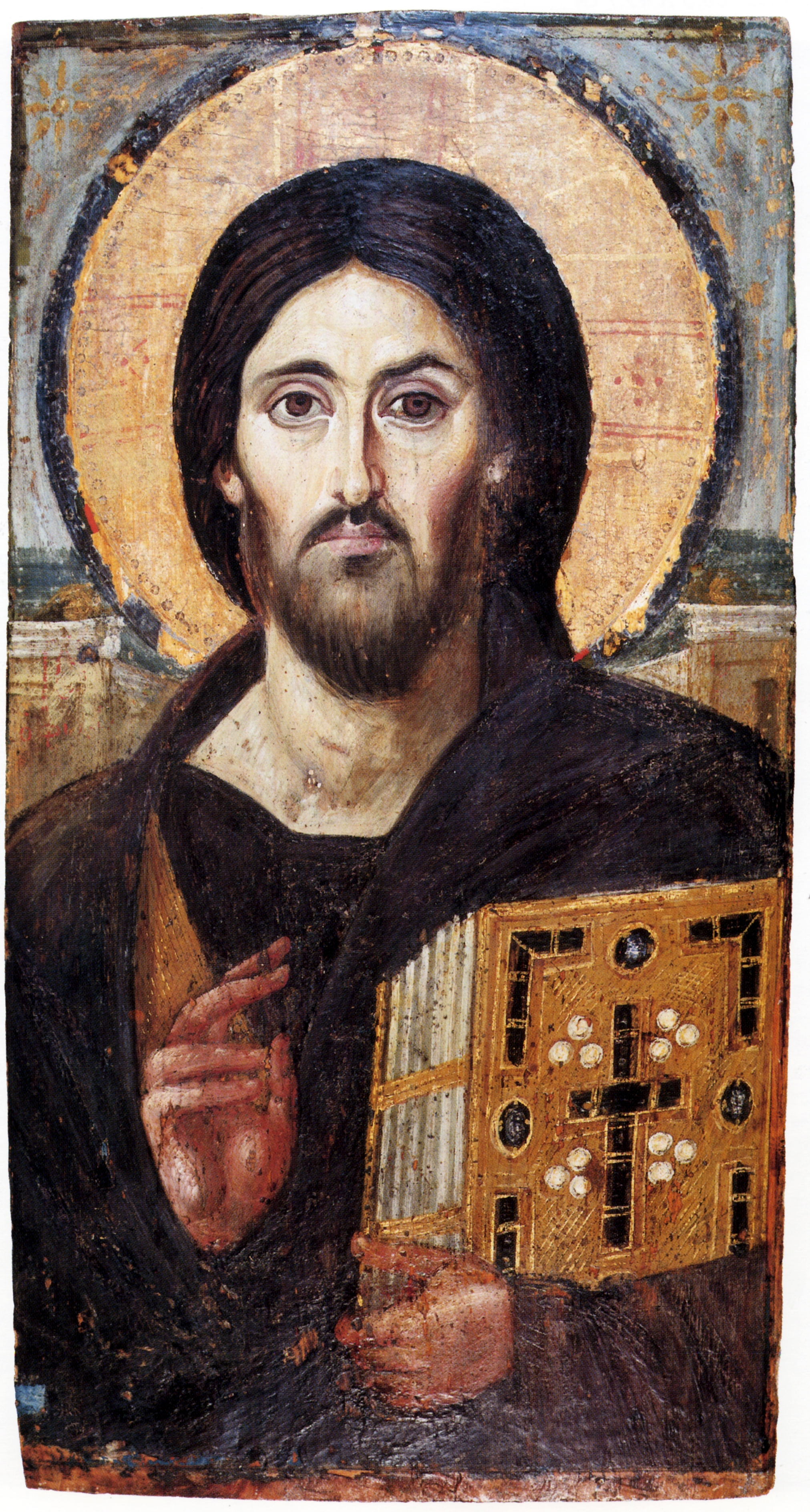
Ikona Chrystusa Pantokratora pochodząca z klasztoru św. Katarzyny z góry Synaj, datowana na VI w.

### Bóg i osoba Chrystusa
W tej sprawie treść wiary głównych wyznań chrześcijańskich jest zasadniczo jednolita; między katolicyzmem i prawosławiem istnieje rozbieżność w kwestii pochodzenia Ducha Świętego (kwestia Filioque); natomiast oba wyznania przeciwstawiają się poglądom części protestantów akcentujących raczej człowieczeństwo niż boskość Jezusa i przyznają szczególne miejsce Marii, uznanej za Matkę Bożą (tytuł Bogarodzicy) i Matkę ludzi, wierząc w jej dziewictwo (przez całe życie) i wniebowzięcie (katolicyzm także, w przeciwieństwie do prawosławia, w Niepokalane Poczęcie).
Bóg jest jeden w trzech Osobach. W Bogu jest jedność natury i istoty, natomiast troistość poszczególnych Osób: Ojca, Syna i Ducha Świętego. Wcielony Jezus Chrystus jest prawdziwym Bogiem i prawdziwym człowiekiem – oznacza to, że jest w nim cała pełnia Bóstwa i człowieczeństwa. Duch Święty jako trzecia Osoba Boska pochodzi od Ojca.

### Źródła wiary prawosławnej
Jest jedno źródło wiary: Pismo Święte wraz z Tradycją, tworzące jedność.
Pismo Święte stanowi podstawową Księgę dla wierzących.

### Moralność
Prawosławie naucza też określonych zasad moralnych w pożyciu małżeńskim. Sferą relacji między mężczyzną a kobietą ma kierować cnota czystości, która jest podstawą miłości. Polega ona na umiejętnym łączeniu ludzkiej władzy nad namiętnościami i daru Ducha Świętego zwanego „darem czci” lub „darem pobożności”. Pożycie seksualne z samej swej natury, według doktryny prawosławnej, ma być podejmowane jako wyraz wiernej miłości ślubowanej w sakramentalnym małżeństwie, jednak prokreacja nie jest wymogiem koniecznym, a jedynie jednym z wielu celów pożycia małżeńskiego, z których zjednoczenie małżonków jest najważniejszym. Antykoncepcja nie opierająca się na metodach aborcyjnych, z błogosławieństwem swojego ojca duchowego, jest w prawosławiu dozwolona. Prawosławie uznaje akty homoseksualne za grzech, gdyż skłonność seksualną do osób tej samej płci uważa za niezgodną z naturą. Jednocześnie wzywa do szacunku dla osób, które odnajdują w sobie tendencje homoseksualne, uznając że nie sama orientacja odmienna od heteroseksualnej jest grzeszna, lecz dopiero przyzwolenie woli na czyny niezgodne z cnotą czystości i miłością małżeńską, możliwą, zgodnie z naturą, jedynie między jednym mężczyzną i jedną kobietą.

### Egzystencja człowieka
Cerkiew prawosławna naucza, że ludzie dziedziczą skutki grzechu Prarodziców, czyli śmiertelność. Rodzą się bezgrzeszni, lecz są skłonni do złego mimo znajomości dobra i ulegają pokusom Szatana. Do zbawienia potrzebują łaski, na którą są zobowiązani odpowiedzieć przez wiarę, którą potwierdzają czyny (owoce wiary); poznanie istnienia Boga i moralnego prawa naturalnego są, mimo ludzkiej grzeszności, dostępne rozumowi ludzkiemu nawet bez znajomości Objawienia; oznacza to, że ludzie są odpowiedzialni za swoje czyny; każda osoba ludzka kochana jest przez Boga i powołana do zbawienia, lecz przez grzech oddala się od Niego. Wszystkich ludzi czeka na końcu świata Sąd Ostateczny, na którym zostaną osądzeni wszyscy ludzie i trafią z duszą bądź do życia wiecznego w niebie, bądź na potępienie w piekle.
Ludzie, którzy trafili do nieba, mogą dalej kontaktować się z żyjącymi przez tzw. świętych obcowanie. Są oni w stanie np. usłyszeć ludzkie modlitwy, a następnie przedstawić je Chrystusowi jako jedynemu pośrednikowi między Bogiem a człowiekiem. Bierze się stąd kult świętych, czyli otaczanie niektórych zmarłych ludzi szczególną czcią i szacunkiem jako pośredników. Najbardziej rozwinięte obrzędy poświęcone są Maryi, matce Jezusa, która z duszą i ciałem została wzięta do Nieba (Wniebowzięcie NMP). Cerkiew utrzymuje listę świętych (kanonizowanych), otaczanych czcią na całym świecie. Liczba zbawionych nie ogranicza się tylko do oficjalnie kanonizowanych. Każdemu zbawionemu przysługuje miano świętego, kanonizowani są jedynie ci, co do których istnieje pewność, że są zbawieni. Kult świętych występuje także w katolicyzmie, natomiast odrzuca go większość Kościołów protestanckich.

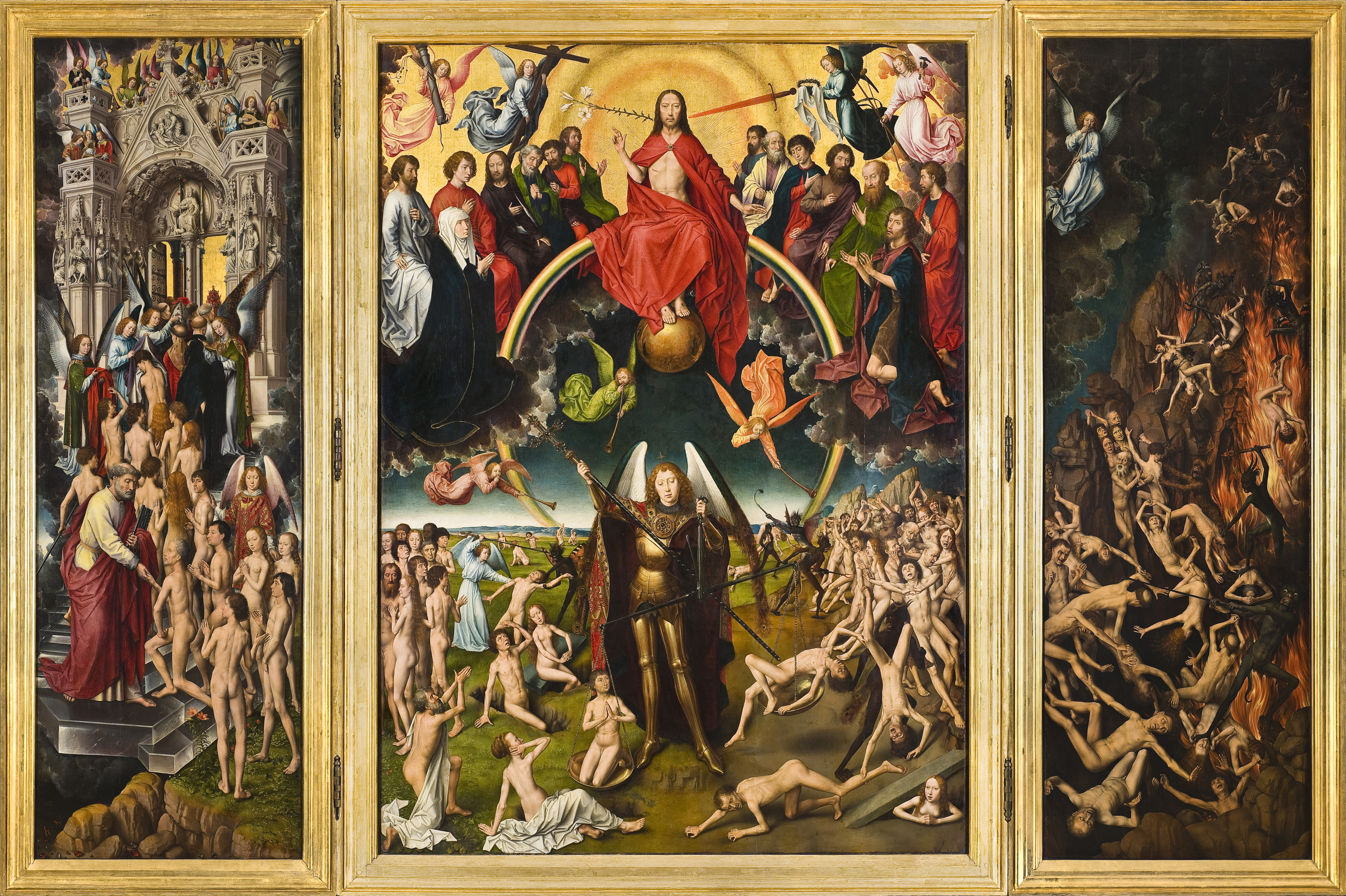
Hans Memling, Sąd Ostateczny (ok. 1470)

### Eschatologia
Celami człowieka są zmartwychwstanie przy powrocie Chrystusa na ziemię (paruzja) i wieczne życie z Bogiem w Królestwie. Tych zaś, którzy odrzucą zbawienie, czeka wieczne potępienie. Dusza ludzka jest nieśmiertelna, dlatego po Sądzie ostatecznym także ci, którzy nie wejdą do życia – nie umrą, choć będą trwali w śmierci, określanej tradycyjnie mianem piekła. Chrystus bowiem ponownie przyjdzie sądzić żywych i umarłych, każdego wedle jego zasług; ci, którzy odpowiedzieli na miłość i łaskawość Boga, pójdą do żywota wiecznego, a ci, którzy aż do śmierci odrzucali je, skazani będą na ogień nigdy niegasnący. Niektórzy z tych, którzy odpowiedzieli na miłość Boga, będą musieli „jeszcze dopełnić ekspiacji przez ogień czyśćcowy”. Bóg stworzył ludzi z miłości, ale zerwawszy więź z Bogiem przez grzech pierworodny żyją oni z dala od Niego podlegając śmierci, od której mogą być wybawieni jedynie przez zasługi misterium paschalnego Chrystusa.

### Cerkiew

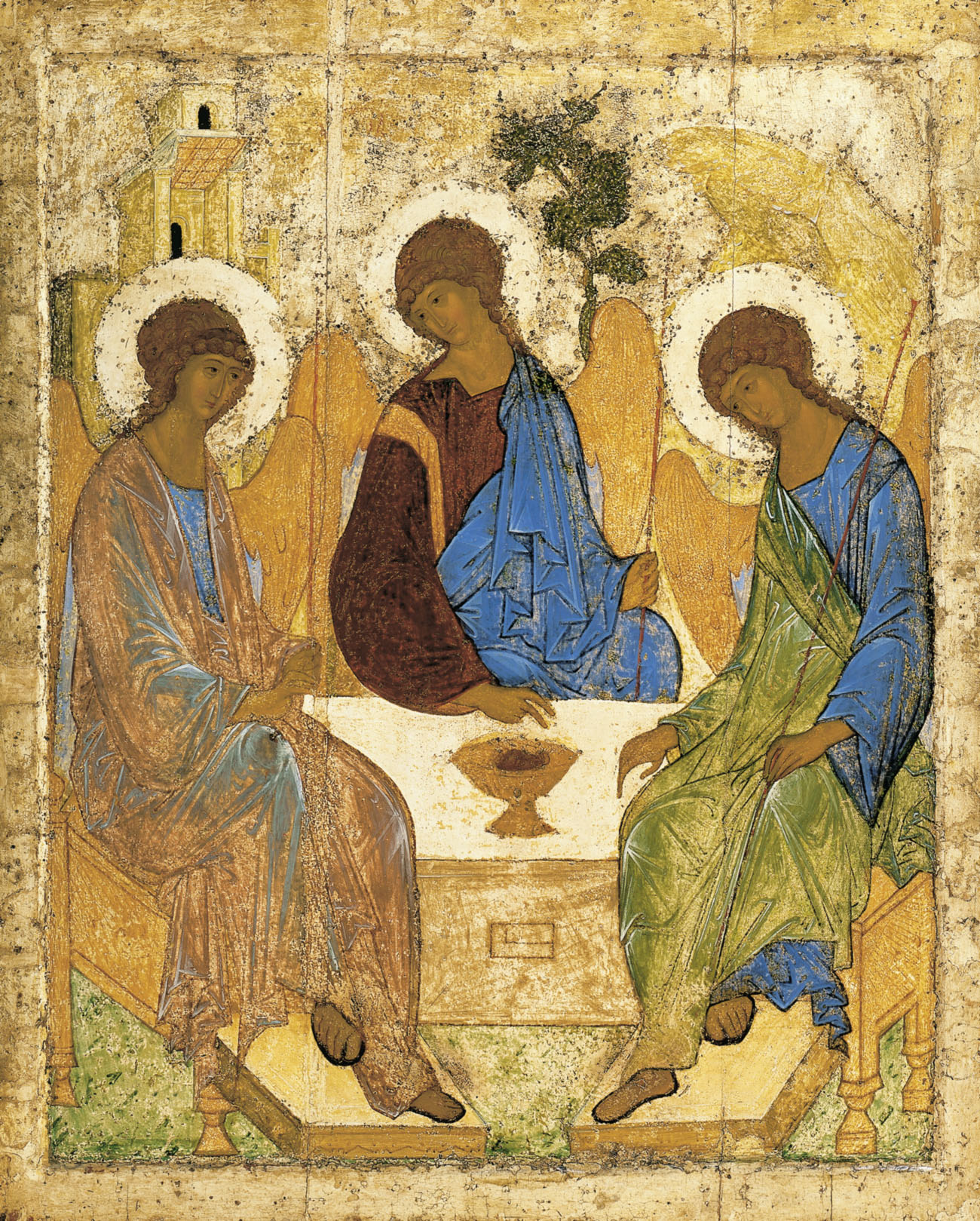
Ikona Trójcy świętej autorstwa Andrieja Rublowa z początku XV wieku, jedna z najpopularniejszych ikon prawosławnych

Cerkiew prawosławna jest rodziną kościołów lokalnych składającą się z patriarchatów starożytnych (składowe dawnej pentarchii) – konstantynopolitańskiego (nazywany ekumenicznym; biskup tego miasta ma tytularne pierwszeństwo primus inter pares w prawosławiu), aleksandryjskiego, antiocheńskiego i jerozolimskiego, pięciu późniejszych patriarchatów: rosyjskiego (moskiewskiego, od 1589), gruzińskiego, serbskiego, rumuńskiego (od 1925) i bułgarskiego, oraz sześciu kościołów autokefalicznych (niezależnych): cypryjskiego, greckiego, polskiego, albańskiego, czesko-słowackiego i amerykańskiego. Poszczególne kościoły zachowują niezależność pozostając w zgodzie w kwestiach dogmatycznych i łączności sakramentalnej. Spójność nie jest podtrzymywana poprzez scentralizowaną organizację. Po odłączeniu się Patriarchy Rzymu w 1054 (wielka schizma) Patriarcha Konstantynopola stał się „pierwszym wśród równych” (gr. Πρῶτος μεταξὺ ἴσων, prōtos metaxỳ ísōn, łac. primus inter pares). Obecnie Patriarcha Konstantynopola nazywany jest patriarchą „ekumenicznym” – powszechnym. Zajmuje on honorową pozycję pośród wszystkich zwierzchników lokalnych Kościołów prawosławnych, ale nie ma prawa ingerencji w ich sprawy wewnętrzne.
Ważnym w Kościele prawosławnym jest fakt znaczącej odmienności eklezjalno-liturgicznej, konkretnie w pojmowaniu Kościoła jako wspólnoty soborowej (scs. sobornost’), co wyklucza prymat jakiegokolwiek biskupa (także papieża), a co za tym idzie uznanie jego nieomylności w sprawach wiary i moralności (co postuluje Kościół katolicki w uchwalonym na Vaticanum I dogmacie). Wiąże się to z rozumieniem każdego człowieka jako istoty omylnej i błądzącej. Istnieją również różnice w pojmowaniu życia duchowego i sakramentalnego (choć uznaje się często obecnie tożsame rozróżnienie siedmiu sakramentów, jakkolwiek nie jest to prawo w sensie dogmatycznym). Kościół prawosławny uważa się za jedynego „depozytariusza wiary” oraz za jedyny ściśle trzymający się Tradycji Ojców Kościoła, powołanego przez Jezusa Chrystusa.
| Cztery starożytne patriarchaty             | liczba wiernych   |
| ------------------------------------------ | ----------------- |
| Patriarchat Konstantynopola                | 6 milionów        |
| Patriarchat Aleksandrii                    | 350 tysięcy       |
| Patriarchat Antiochii                      | 750 tysięcy       |
| Patriarchat Jerozolimy                     | 60 tysięcy        |
| Autokefaliczne Kościoły prawosławne        |                   |
| Rosyjski Kościół Prawosławny               | ok. 100 milionów  |
| Serbski Kościół Prawosławny                | 8 milionów        |
| Rumuński Kościół Prawosławny               | 25 milionów       |
| Bułgarski Kościół Prawosławny              | 8 milionów        |
| Gruziński Kościół Prawosławny              | 5 milionów        |
| Kościół Cypru                              | 450 tysięcy       |
| Kościół Grecji                             | 9 milionów        |
| Polski Autokefaliczny Kościół Prawosławny  | 504 tysiące       |
| Autokefaliczny Prawosławny Kościół Albanii | 160 tysięcy       |
| Kościół Prawosławny Czech i Słowacji       | 55 tysięcy        |
| Kościół Prawosławny Ukrainy                | ok. 20 milionów   |
| Autonomiczne prawosławne kościoły lokalne  |                   |
| Synaj                                      | 900 tysięcy       |
| Finlandia                                  | 56 tysięcy        |
| Japonia                                    | 25 tysięcy        |
| Chiny                                      | ok. 10–20 tysięcy |

### Sakramenty
Głównymi zadaniami Cerkwi prawosławnej (całej wspólnoty wierzących) są głoszenie Chrystusa światu i udzielanie sakramentów, widzialnych znaków niewidzialnej łaski Bożej, czerpiących swą moc z Chrystusa. Jest ich siedem, ułożonych w trzech grupach, na podobieństwo, jakie istnieje między etapami życia naturalnego a etapami życia duchowego:
- Sakramenty wtajemniczenia chrześcijańskiego:

1. chrzest,
2. bierzmowanie,
3. Eucharystia,

- Sakramenty uzdrowienia:

1. sakrament pokuty i pojednania,
2. namaszczenie chorych,

- Sakramenty w służbie komunii:

1. sakrament święceń,
2. sakrament małżeństwa.

## Charakterystyka prawosławia
Autorytetem zdolnym ogłaszać prawdy dogmatyczne jest tylko sobór powszechny, aczkolwiek istnieją też pewne prawdy przyjęte po zakończeniu ostatniego z Soborów, które zostały uznane przez całą Cerkiew. Przykładem jest doktryna św. Grzegorza Palamasa o niestworzonej naturze łaski, ponieważ cerkiew wierzy, że każde twierdzenie usprawiedliwia się jedynie przez zaakceptowanie przez całą wspólnotę Kościoła – taką aprobatę muszą uzyskać także uchwały soborów. Jednak nie były to zwykle ustalenia o randze dogmatu tych z okresu patrystycznego (Ojców Kościoła), a raczej porządkujące i dostosowujące Kościół do nowych warunków (tj. z zakresu prawa kanonicznego). Liczba prawd dogmatycznych w Cerkwi Prawosławnej jest o wiele mniejsza niż w katolicyzmie. Twierdzi się, że dogmatyzować należy tylko prawdy zagrożone. Wszystkie dogmaty w prawosławiu, również dotyczące Marii, matki Jezusa, mają charakter chrystocentryczny (dowodzą bóstwa Chrystusa). Dogmaty Soborów Powszechnych uznawane są przez całą Cerkiew jako stałe, niezmienne części wiary, o wiele więcej jednak występuje tu teologumenów (prywatnych, dopuszczalnych, ale nie obowiązkowych opinii teologicznych), które pozostawiają wiele spraw otwartych. Kościół prawosławny nie wykazuje potrzeby dogmatyzacji wiary w takim stopniu jak katolicki, zostawiając wiele spraw natury moralnej i etycznej do indywidualnego rozpatrzenia na poziomie wierny-opiekun duchowy. To właśnie tłumaczy brak oficjalnego stanowiska Cerkwi w sprawie np. antykoncepcji, a zauważa się głosy zezwalające na nią przy pewnych okolicznościach.

## Liturgia

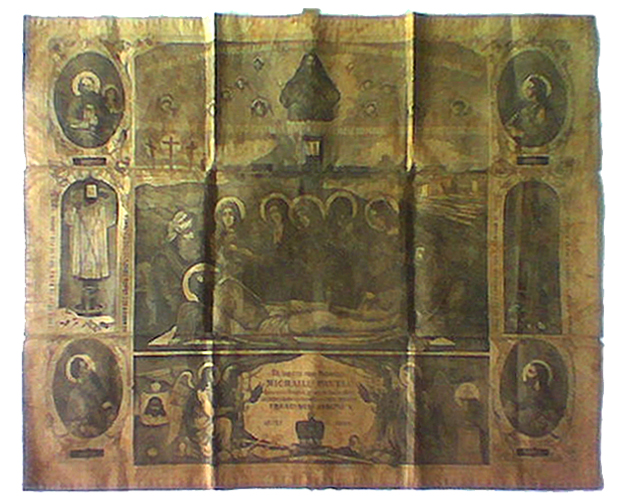
Antimension (gr. Ἀντιμήνσιον) – specjalna chusta z wszytymi relikwiami, niezbędna do odprawienia Liturgii Eucharystycznej

Prawosławie uznaje liturgikę za istotną formę przekazu wiary, zgodnie z zasadą lex orandi lex credendi (łac. „reguła modlitwy jest regułą wiary”). Do tradycji liturgicznych należą gesty oraz czynności, wyjątkiem są tylko słowa padające w trakcie nabożeństwa.

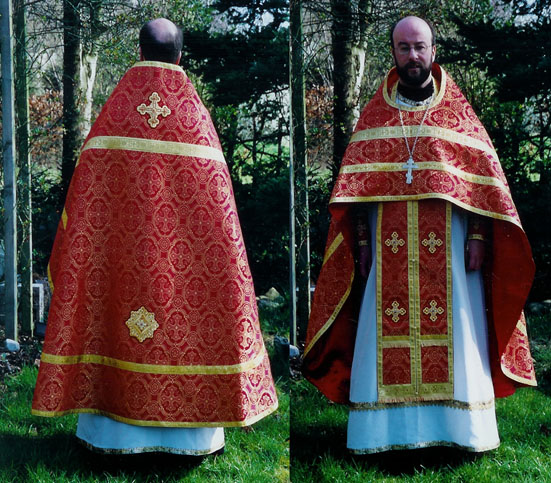
Ksiądz prawosławny (prezbiter) w stroju liturgicznym

Wynika to z podwójnego rozumienia określenia prawosławny – ktoś kto prawidłowo rozpoznaje Boga, ale jednocześnie ten, który w sposób prawidłowy oddaje mu chwałę (scs. sławit', gr. doxios) podczas nabożeństw.
Najważniejszym obrządkiem w Cerkwi prawosławnej jest obrządek bizantyjski, ale dopuszcza się również inne (np. koptyjski lub zachodni ryt prawosławia oparty na anglikańskiej The Book of Common Prayer). Istnieją wspólnoty prawosławne na Zachodzie, które uznają, że właściwe jest dla nich używanie obrządków zachodnich, takich jak ryt trydencki.
Doba liturgiczna w prawosławiu rozpoczyna się wieczorem, wraz z scs.  wieczernią, czyli Nieszporami, poprzedzonymi Noną – 9. godziną kanoniczną (scs. 9. czas), odpowiadającej godzinie 15 po południu. Po kolacji następuje Wielka (w okresie wielkiego postu wraz z Kanonem św. Andrzeja z Krety) lub Mała Kompleta (scs. powieczerije). O północy rozpoczyna się Nokturn (scs. połunoszcznica), praktykowany współcześnie jedynie w monasterach. Następnie, przed wschodem słońca, rozpoczyna się Jutrznia, zakończona Prymą – pierwszą godziną kanoniczną (scs. pierwszy czas), odpowiadającą godzinie 7 rano. Boską Liturgię Eucharystyczną poprzedzają Tercja (scs. trzeci czas) i Seksta (scs. szósty czas), czyli trzecia i szósta godzina kanoniczna, odpowiadające godzinom 9 i 12. Eucharystia kończy dzień liturgiczny. Sama liturgia składa się z trzech części Proskomidii, Liturgii Katechumenów i Liturgii Wiernych. W Liturgii Uprzednio Poświęconych Darów nie występuje Proskomidia.

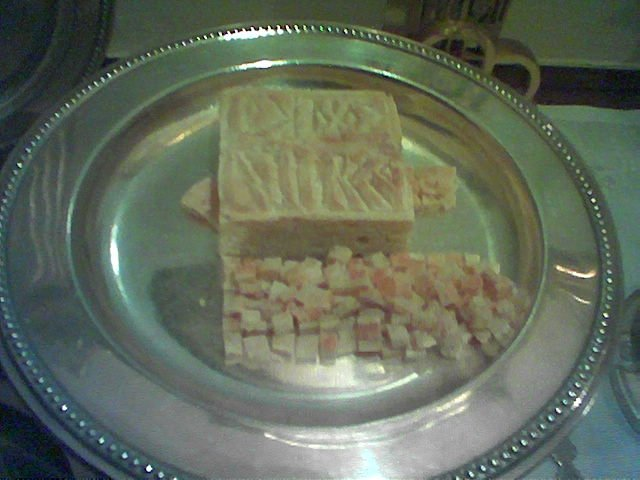
Patena (gr. diskos) z oddzielonymi podczas proskomidii cząsteczkami, które zostaną następnie wrzucone do kielicha

Rodzaje sprawowanych Świętych Liturgii:
- Liturgia św. Jana Złotoustego – odprawiana w większość dni w roku, oraz w soboty wielkiego postu.
- Liturgia św. Bazylego Wielkiego – odprawiana w IV niedzielę wielkiego postu, w wigilię Bożego Narodzenia, w wigilię Epifanii, w Wielki Czwartek, w Wielką Sobotę i w dniu św. Bazylego.
- Liturgia Uprzednio Poświęconych Darów (Liturgia papieża św. Grzegorza I Wielkiego) – odprawiana w środy i piątki wielkiego postu oraz w poniedziałek, wtorek i środę Wielkiego Tygodnia.
- Liturgia św. Jakuba – według starożytnego rytu, odprawiana w dniu św. Jakuba w katedrach.
- Liturgia św. Marka – sprawowana przez prawosławnych Koptów.

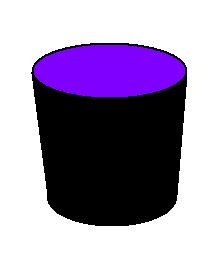
Kamelaukion (cs. kamilawka) – nakrycie głowy niższego duchowieństwa w prawosławiu

## Ikony
Innym ważnym sposobem wyrażania tradycji jest sztuka. Ikona ma znaczenie nie tylko przedstawiające, jest także objawieniem Boga. Z tego powodu pisarze Ikon nie mają pełnej swobody twórczej i muszą uwzględniać ważne aspekty religijne swojego dzieła. W szczególności istotne jest, żeby ikonograf (scs. ikonopisiec) był dobrym wiernym Kościoła, a sam akt twórczy był poprzedzony spowiedzią i przyjęciem eucharystii. Tworzenie Ikony jest modlitwą, stąd Ikonę się „pisze”, a nie „maluje”. Używa się kanonów barw i sposobów przedstawień ustalonych, według tradycji, już w pierwszym wieku po Chrystusie.
Ikony są częścią tradycji prawosławia na równi z Biblią, soborami, ojcami Kościoła, liturgią i kanonami. Nazywa się je objawieniem bożym przedstawionym za pomocą kreski i barwy, jak w Piśmie Świętym słowem. Kościół prawosławny uznaje je wszystkie za pochodzące od Ducha Świętego oraz nawzajem ze sobą powiązane. Podobnie powiązane są prawosławna teologia i mistycyzm, miłość Boga i ludzi, a także osobista wiara poszczególnych członków Kościoła i liturgia nabożeństw. Ta jedność jest traktowana jako podstawowy warunek prawidłowego życia duchowego Kościoła. Według Ewagriusza prawdziwa modlitwa jest równoznaczna z uprawianiem teologii, zaś św. Maksym stwierdził, że teologia pozbawiona rzeczywistego przeżycia mistycznego, jest teologią demonów.

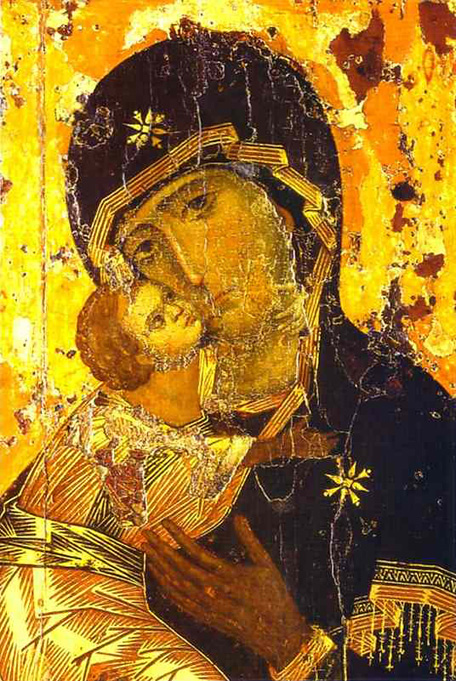
Ikona Matki Bożej Włodzimierskiej, jedna z najbardziej czczonych ikon Bogurodzicy w prawosławiu

## Prawo kanoniczne
W Kościele prawosławnym kanony związane z organizacją i dyscypliną były ustalane zarówno przez sobory powszechne, jak i lokalne, a także przez biskupów. Zbiory kanonów z komentarzami tworzyli w Bizancjum między innymi Teodor, Balsamon, Zonaras. W 1800 r. ukazał się „Ster” (gr. Pedalion, cs. Księga kormcza) świętego Nikodema ze Świętej Góry, który jest wzorcowym greckim komentarzem do kanonów.
Mimo że kanony są tylko doczesnymi regulacjami dogmatów, są ważne jako próba ich realizacji w zmiennych warunkach życia Kościoła i wiernych, i uznawane są pośrednio także za część tradycji.

## Sobory powszechne
Według Kościoła prawosławnego prawdy wiary określone w ramach siedmiu ekumenicznych soborów powszechnych mają znaczenie równorzędne z Pismem Świętym, a więc są w nim autorytetem absolutnym.
Najważniejszy jest Nicejsko-Konstantynopolitański Symbol Wiary, wypowiadany w każdej sprawowanej Eucharystii oraz codziennie w trakcie nabożeństw Środka Nocy (gr. Mesonyktikon, cs. полунощница) i Powieczerza (gr. Apodeipnon, scs. повечерїе). Ponieważ sobory powszechne oficjalnie nie zaświadczały autorytetu Apostolskiego i Atanazjańskiego Wyznania Wiary, mają one mniejsze znaczenie. Wprawdzie Apostolskie Wyznanie Wiary (Skład apostolski) jest uznawane, ale nie jest wypowiadane w prawosławnych nabożeństwach, podobnie Atanazjańskie Wyznanie Wiary (Quicumque), które poza tym pojawia się czasem (bez Filioque), w Horologionie (scs. Czasosłow, Księdze Godzin Kanonicznych).

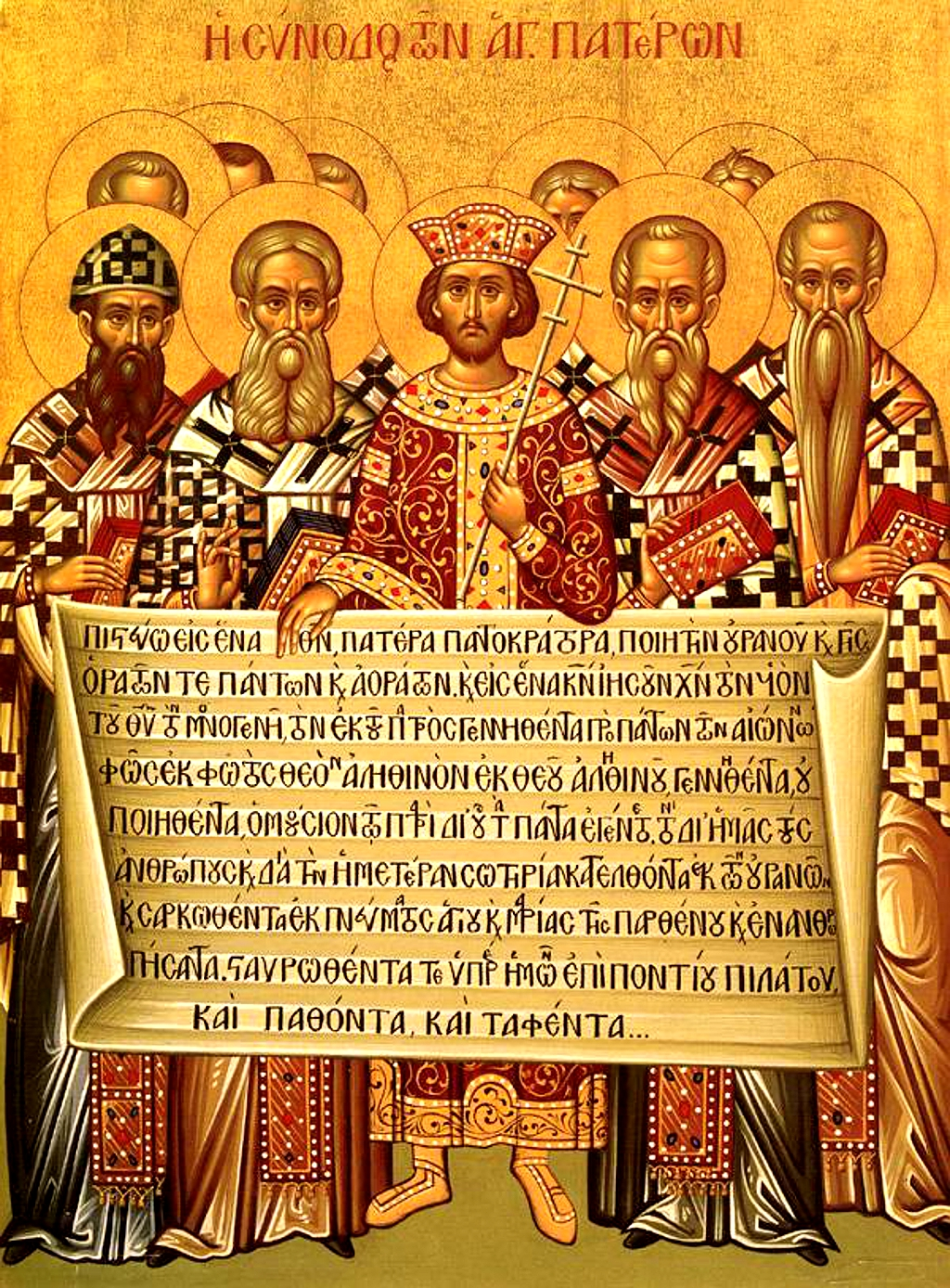
Ikona przedstawiająca uczestników I Soboru Powszechnego w Nicei w 325 r.

1. Sobór nicejski I (325) – potępił arianizm, sformułował chrześcijańskie wyznanie wiary, uroczyście potwierdzono dogmat o Bóstwie Chrystusa.
2. Sobór konstantynopolitański I (381) – uzupełnił wyznanie wiary (zwane także nicejsko-konstantynopolitańskim) do postaci Credo (czyli wyznania wiary) nicejsko-konstantynopolitańskiego, odmawianego podczas nabożeństw, potwierdzono wiarę w Ducha Świętego.
3. Sobór efeski (431) – potępił nestorianizm, uznał, że Dziewicy Maryi przysługuje tytuł Matki Bożej (Θεοτόκος, gr. Theotokos). Ten i następne sobory nie są uznawane przez Kościół asyryjski.
4. Sobór Chalcedoński (451) – odrzucił monofizytyzm, sformułował doktrynę o dwóch naturach Chrystusa: boskiej i ludzkiej.
5. Sobór konstantynopolitański II (553) – potwierdził doktryny i kanony poprzednich soborów, potępił nowe pisma heretyckie.
6. Sobór konstantynopolitański III (680–681) – potępił monoteletyzm.
  - Sobór in Trullo (692) – był przedłużeniem poprzedniego soboru, znany również jako piąto-szósty (Quinisext/Penthekte). Zajął się gł. sprawami administracji i dyscypliny kościelnej – nie uczestniczyli w nim biskupi Zachodu i jego kanony nie są uznawane przez Kościół katolicki. Prawosławni traktują go jako część szóstego Soboru Powszechnego.
7. Sobór nicejski II (787) – potępił ikonoklazm i uznał za słuszne kulty ikon i relikwii.

## Późniejsze sobory

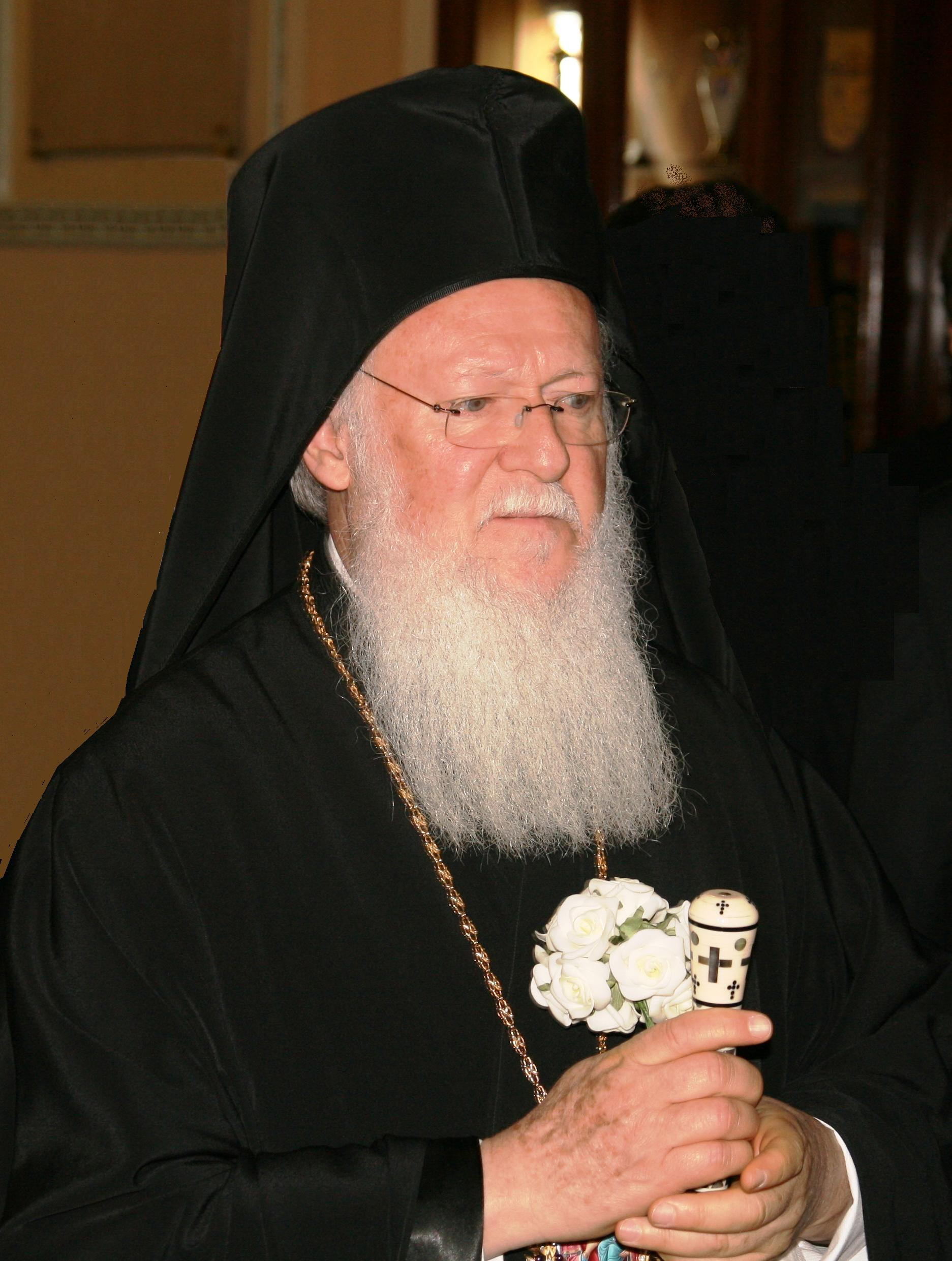
Patriarcha Konstantynopola, Bartłomiej I, honorowy zwierzchnik prawosławia („Primus inter pares” łac., „pierwszy wśród równych sobie”)

Po siedmiu soborach powszechnych, tj. od 787 r., prawosławie kształtowało się pod wpływem soborów lokalnych (w których brali udział tylko niektórzy patriarchowie lub były zwoływane przez autokefalie) i listów oraz wyznań wiary poszczególnych biskupów. Nie są one uznawane za nieomylne, lecz jeśli przyjmuje je reszta Kościoła, to ich ranga wzrasta niemal do autorytetu prawd ogłoszonych przez sobory powszechne. W odróżnieniu jednak od prawd wiary soborów powszechnych, mogą być poprawiane lub uznawane tylko w pewnych częściach. Najważniejsze z tych dokumentów to:
1. Encyklika św. Focjusza (867).
2. Sobór konstantynopolitański IV (879–880) – zrehabilitował i przywrócił patriarchę Focjusza na zajmowane stanowisko, początkowo uznany na Zachodzie jako powszechny, następnie podtrzymano opinię o błędach Focjusza.
3. Pierwszy list Michała Cerulariusza do Piotra z Antiochii (1054).
4. Sobór konstantynopolitański V (1341–1351) – uznał ortodoksyjność nauki Grzegorza Palamasa o hezychazmie i przebóstwieniu człowieka (tzw. spory hezychastyczne) i potępił nauki inspirowanego zachodnią filozofią Barlaama z Kalabrii.
5. Encyklika św. Marka z Efezu (1440–1441).
6. Wyznanie Wiary Gennadiusza, patriarchy Konstantynopola (1455–1456).
7. Odpowiedzi udzielone luteranom przez patriarchę Jeremiasza II (1573–1581).
8. Wyznanie Wiary Mitrofana Kritopoulosa (1625).
9. Orthodoxa Confessio Fidei – Prawosławne Wyznanie Wiary Piotra Mohyły w wersji poprawionej (uznane przez sobór w Jassach w 1642).
10. Wyznanie Wiary Dosyteusza (uznane przez sobór w Jerozolimie w 1672 r.).
11. Odpowiedź prawosławnych patriarchów udzielona Nieposiadaczom (1718–1723).
12. Odpowiedź prawosławnych patriarchów udzielona papieżowi Piusowi IX (1848).
13. Odpowiedź Synodu Konstantynopolitańskiego udzielona papieżowi Leonowi XIII (1895).
14. Encykliki Patriarchatu Konstantynopola o chrześcijańskiej jedności i „ruchu ekumenicznym”.

Współcześnie wielu uczonych z kręgu prawosławia odrzuca stosowaną do nich (zwłaszcza do pozycji 5.–9.) nazwę „Księgi Symboliczne”.

## Wyznawcy
Ponad 75%
     50–75%
     20–50%
     5–20%
     1–5%

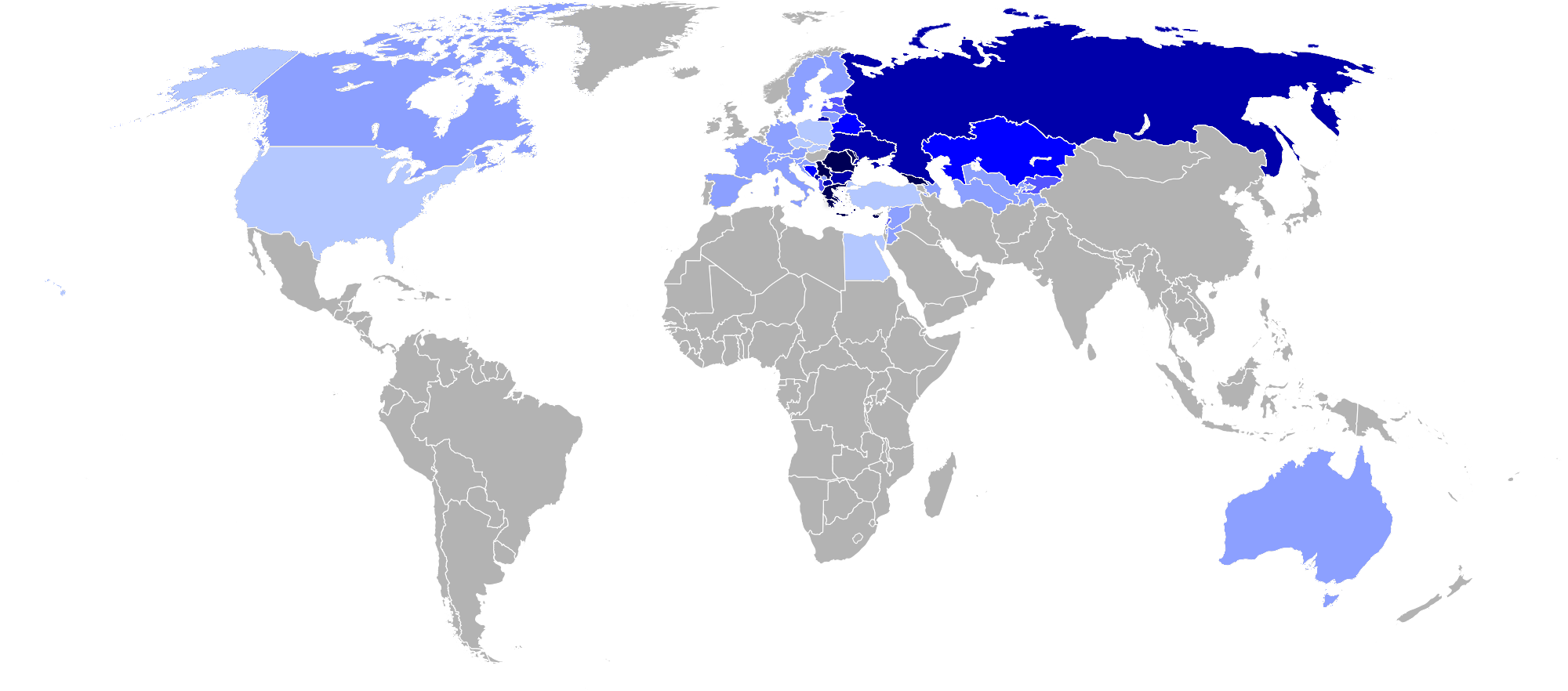
Prawosławie na świecie
Ponad 75%
50–75%
20–50%
5–20%
1–5%

Największa część wyznawców prawosławia zamieszkuje tereny Europy Wschodniej oraz byłego ZSRR. Chrześcijanie prawosławni stanowią znaczną większość wyznaniową w państwach takich jak:
- Mołdawia (ok. 93%)
- Grecja (ok. 87%)
- Rumunia (ok. 86%)
- Serbia (ok. 84%)
- Gruzja (83,4%)[11]
- Ukraina (ok. 83%)
- Bułgaria (ok. 82%)
- Cypr (ok. 78%)
- Czarnogóra (ok. 74%)
- Białoruś (ok. 73%)
- Rosja (ok. 71%)[12]
- Macedonia Północna (ok. 68%)

Mniejszy odsetek zamieszkuje kraje takie jak:
- Bośnia i Hercegowina (ok. 36%)
- Kazachstan (ok. 25%)
- Albania (ok. 20%)
- Łotwa (ok. 15%)
- Estonia (ok. 12%)
- Chorwacja (ok. 4%)

Mały odsetek (1–3%) zamieszkuje Kirgistan, Tadżykistan, Turkmenistan, Polskę, Słowację, Finlandię, Turcję, Jordanię czy Azerbejdżan. Cerkiew prawosławna działa ponadto m.in. we Francji, Wielkiej Brytanii, Stanach Zjednoczonych, Kanadzie, Australii, Brazylii, Japonii czy Chinach, zarówno dla potrzeb mieszkających tam imigrantów, jak i miejscowej ludności.